# Fluviphylax
Fluviphylax és un gènere de peixos de la família dels pecílids i de l'ordre dels ciprinodontiformes.

## Taxonomia
- Fluviphylax obscurus (Costa, 1996)
- Fluviphylax palikur (Costa & Le Bail, 1999)
- Fluviphylax pygmaeus  (Myers & Carvalho, 1955)
- Fluviphylax simplex  (Costa, 1996)
- Fluviphylax zonatus  (Costa, 1996)[1][2][3][4]